# 高君湘
高君湘 （？—？），名筠，号彬彬，男，江苏金山县（今上海市金山区）人，中华民国法学家，文人。

## 生平
高君湘毕业于美国密歇根大学法学院，于1925年获得法律博士学位。
高君湘曾任上海东吴大学法学院（Comparative Law School of China）教授。并是执业律师，曾供职于国际法庭。1948年，迁居香港。

## 家族
高君湘是南社文人高吹万的第三子。高吹万，高君湘父子同为南社前辈。名士高天梅，高增等均出于金山高氏。堂兄弟高平子（高君平）為近代中国天文学开拓者。
有二子，长子高锟有“光纤之父”之称，荣获2009年诺贝尔奖物理学奖；次子高铻。

## 著作
- 《公司法》（[美国] 惠罗贝 著），译著。

## 资料来源
1. ↑  Alphabetical List with Year of Law School Graduates （页面存档备份，存于） (密歇根大学法学院毕业生记录)
2. ↑  . 南社研究网. （原始内容存档于2008-11-21）.